# Постолаки, Вирджилиу
Вирджилиу Постолаки (рум. Virgiliu Postolachi; род. 17 марта 2000, Единец, Молдавия) — молдавский футболист, нападающий румынского «ЧФР Клуж» и сборной Молдовы.

## Биография
Родился в молдавском городе Единец, но в возрасте двух лет переехал с родителями в Париж. Владеет французским и румынским языками.

### Клубная карьера
Заниматься футболом начал в 5-летнем возрасте. В 2013 году прошёл отбор в академию «Пари Сен-Жермен». С 2018 года выступал за фарм-клуб ПСЖ в четвёртой лиге Франции. В 2019 году подписал контракт с «Лиллем», но не играл за основной состав, продолжив выступать в четвёртой лиге за «Лилль B». В 2020 году стал игроком бельгийского «Мускрон-Перювельз». В его составе дебютировал в чемпионате Бельгии 8 августа в матче 1-го тура с командой «Антверпен», проведя на поле все 90 минут. Вскоре Постолаки потерял место в основе и вторую половину сезона отыграл в аренде в клубе первого дивизиона Дании «Веннсюссель». Вернувшись из аренды, продолжил выступать за «Мускрон» уже во второй лиге Бельгии. Летом 2022 года перешёл в румынский клуб УТА.

### Карьера в сборной
В возрасте 14 лет Постолаки вызывался в детскую сборную Франции и в будущем рассчитывал играть за французскую сборную. В 2018 году он отверг предложение молдавской федерации футбола. В том же году он получил румынское гражданство благодаря своему отцу, также гражданину Румынии, но по собственным словам, не получал предложений от сборных Румынии.
25 марта 2021 года дебютировал за сборную Молдавии в матче отборочного турнира чемпионата мира 2022 против сборной Фарерских островов, в котором вышел на замену на 73-й минуте вместо Виталие Дамашкана.
В том же году выступал и за молодёжную сборную Молдавии, за которую сыграл 5 матчей в квалификации молодёжного Евро-2023 и был капитаном сборной в двух матчах. В июне 2022 года вновь был вызван в молодёжную сборную. С разрешения тренера он покинул расположение сборной, чтобы посетить свадьбу брата, но в назначенное время не вышел на связь и не вернулся в команду.
В сентябре 2022 года сыграл в двух матчах Лиги наций УЕФА.